# Hinterer See (Aglasterhausen)
Der Hintere See ist ein am 14. Dezember 1988 vom Regierungspräsidium Karlsruhe durch Verordnung ausgewiesenes Naturschutzgebiet auf dem Gebiet der Gemeinde Aglasterhausen im Neckar-Odenwald-Kreis.

## Lage
Das etwa 11 Hektar große Schutzgebiet liegt etwa 1,5 Kilometer nördlich von Aglasterhausen und 500 Meter östlich von Unterschwarzach. Es gehört zum Naturraum Kraichgau.

## Schutzzweck
Wesentlicher Schutzzweck des Naturschutzgebiets ist laut Verordnung „die Erhaltung und Förderung eines in seiner Struktur weitgehend natürlichen Feuchtgebietes, das sich zum Teil noch in Entwicklung befindet und durch Gestaltungsmaßnahmen ökologisch aufgewertet wird. Weiterhin gilt es, die seltenen Lebensgemeinschaften des Feuchtbiotops und seine gefährdeten Tier- und Pflanzenarten zu schützen“.

## Landschaftscharakter
Das Gebiet ist durch Wiesen geprägt, die eine kleine, von Erlen und Hybridpappeln geprägte Waldinsel umgeben. In diesem Wäldchen befinden sich mehrere Tümpel und ein kleiner Waldsimsen-Sumpf. Im Westen wird das Schutzgebiet durch den Rittersbach und den Gaisbartgraben begrenzt, die hier in begradigten Bachbetten fließen.